# Val-des-Sources
Val-des-Sources (do 2020 Asbestos) – miasto w Kanadzie, w prowincji Quebec, w regionie Estrie i MRC Les Sources. Dzisiejszy krajobraz miasta został ukształtowany w wyniku odkrycia w XIX wieku sporych złóż azbestu. Mine Jeffrey jest jedną z największych kopalni azbestu na świecie.
Od początku swojego istnienia miejscowość nosiła nazwę Asbestos, od angielskiego słowa oznaczającego azbest. Nazwa związana była z odkryciem w 1879 olbrzymich złóż azbestu, eksploatowanych od 1881 przez firmę Canadian Johns-Manville. W 1884 powstał urząd pocztowy, a następnie w 1899 oficjalnie ustanowioną wieś o nazwie Asbestos, podniesioną do rangi miasta w 1937. W 2006 r. burmistrz miasta zaproponował zmianę miasta, jednak wniosek został odrzucony wówczas w lokalnym referendum. W związku wynikami badań dowodzącymi szkodliwego wpływu azbestu na zdrowie, popyt na minerał zaczął znacząco maleć. Doprowadziło to do strat finansowych i ostatecznie zamknięcia kopalni w 2012. Chcąc zmienić swój wizerunek i odciąć się od negatywnych skojarzeń z azbestem, miasto zorganizowało w 2020 roku ponownie referendum nad zmianą nazwy. W wyniki referendum dokonano 2 stycznia 2021 oficjalnej zmiany nazwy miasta na Val-des-Sources (fr. "Dolina Źródeł").
Liczba mieszkańców Val-des-Sources wynosi 6 819. Język francuski jest językiem ojczystym dla 97,0%, angielski dla 1,2% mieszkańców (2006). W mieście rozwinął się przemysł chemiczny, włókienniczy oraz drzewny.